# 황쿤밍
황쿤밍(황곤명, 중국어 간체자: 黄坤明, 정체자: 黃坤明, 1956년 11월 15일~)은 중화인민공화국의 정치인이다. 현재 중국공산당 중앙정치국 위원이자, 광둥성 당서기이다. 앞서 중화 정신문명 지도위 주임, 중앙선전부 부장 등을 역임하였다.

## 경력
푸젠성 출신으로 1982년 푸젠 사범대학 정치교육학과를 졸업하였다. 칭화 대학 공공관리학원에서 2008년에 행정관리학 박사 학위를 취득하였다. 2003년 저장성 자싱시 당서기,  2010년 이후 저장성 항저우시 당서기 등을 역임하였으며, 2013년~2016년 중국공산당 중앙선전부 상무부부장을 역임하였다. 2017년~2022년 중국공산당 중앙선전부 부장, 중화 정신문명 지도위 주임 등을 역임하였다.
| 전임 류치바오 | 중국공산당 중앙선전부 부장 2017년 10월 30일 - 2022년 10월 | 후임 리수레이 |

| 전임 리시 | 광둥성 당위원회 서기 2022년 10월 ~ 현재 | 후임 현직 |